# 斯特龙根球
斯特龙根球是年轻的O、B型星周围存在的电离氢区，是丹麦天文学家斯特龙根提出的。年轻的高温恒星发出的紫外线会将周围中性氢电离，在离恒星越远的地方，辐射强度越小，电离度也就越小。在距中心恒星某一距离处，辐射已不能使中性氢发生电离，形成电离氢区的边界，边界以内的区域称为斯特龙根球，边界到中心的距离称为斯特龙根半径。斯特龙根半径的大小与气体云的温度、密度等因素有关。斯特龙根球的半径为：
{\displaystyle R_{s}\approx \left({\frac {3N}{4\pi \alpha }}\right)^{1/3}n_{H}^{-2/3}}
其中{\displaystyle N}为中心恒星每秒产生、具有能从基态电离氢的能量的光子数，{\displaystyle \alpha }为量子力学复合系数，{\displaystyle n_{H}}为中性氢粒子的数密度。